# Passo della Futa
Il passo della Futa è un valico dell'Appennino tosco-romagnolo, altitudine 903 m s.l.m., sito in provincia di Firenze, nel comune di Firenzuola. È attraversato dalla strada statale 65 della Futa nei pressi dell'incrocio, pochi metri a nord del valico, con la strada provinciale 116 di Cornacchiaia per Firenzuola. Separa la vallata del Mugello dalla vallata del fiume Santerno e l'Appennino tosco-emiliano dall'Appennino tosco-romagnolo. Il passo della Raticosa si trova a pochi chilometri di distanza ed è anch'esso nel comune di Firenzuola.

## Storia

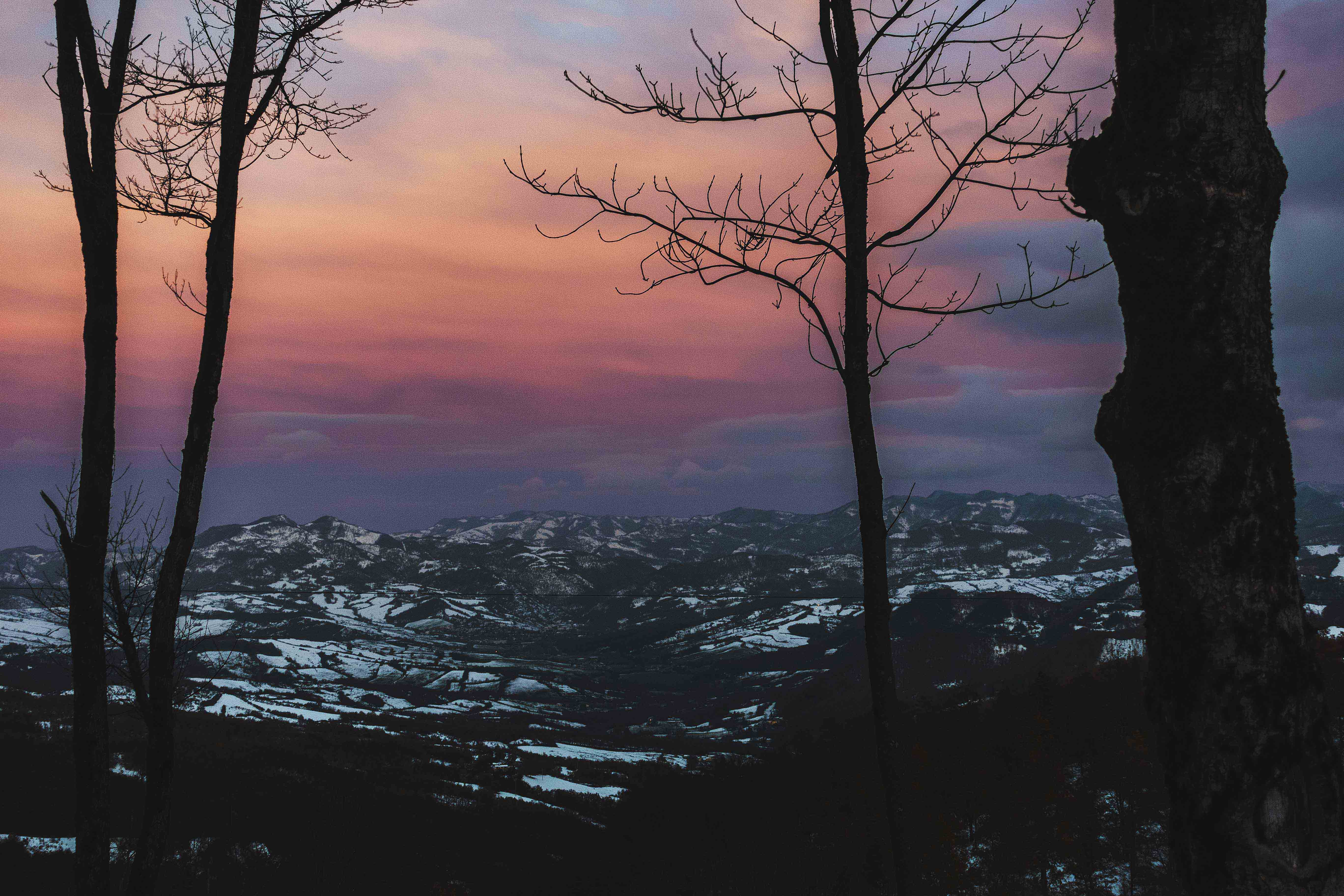
Vista dal Passo della Futa sulla Valle del Santerno

Nell'antichità e nell'Alto Medioevo fu l'unico punto di accesso alle valli del Santerno e del Senio per le provenienze dalla Toscana.
Dal 1361 fu affiancato, nei collegamenti tra Toscana e Romagna, dal Passo del Giogo.
Nel 1759 fu ultimata la Strada della Futa (Firenze-Bologna): da allora il passo è ridiventato uno tra i più frequentati per l'attraversamento dell'Appennino.
Durante la seconda guerra mondiale fu difeso da alcune delle principali opere fortificate predisposte nel sistema difensivo tedesco denominato Linea Gotica. Tali postazioni furono abbandonate dopo lo sfondamento alleato avvenuto sull'adiacente passo del Giogo di Scarperia nel settembre 1944. Dagli anni cinquanta è sede di un importante cimitero di guerra tedesco.
Dopo l'apertura del tratto appenninico dell'autostrada del Sole, avvenuta il 3 dicembre 1960, viene prevalentemente utilizzato dagli abitanti dei paesi vicini per i loro spostamenti nella zona, e dai motociclisti.

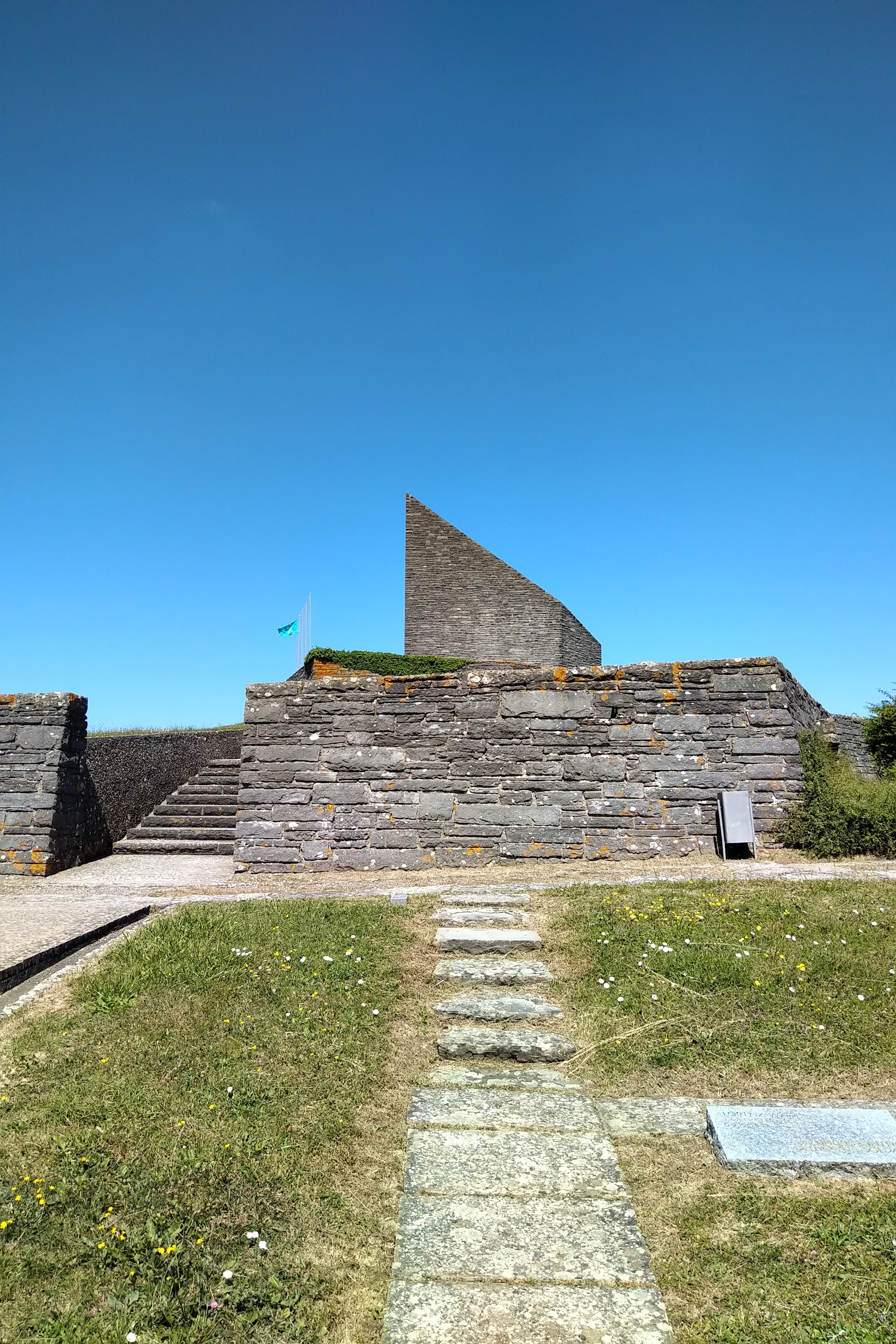
Cimitero di guerra tedesco.

Il passo è stato incluso nel percorso di gran parte delle edizioni della Mille Miglia (1927-1957).